# Викторин (Беляев)
Архиепископ Викторин (в миру Владимир Васильевич Беляев; 4 (17) июля 1903, село Блошники, Дисненский уезд, Витебская губерния — 16 марта 1990, Вильнюс) — епископ Русской православной церкви, архиепископ Виленский и Литовский.

## Биография
В 1924 году окончил Виленскую духовную семинарию, после чего служил псаломщиком в храмах городов Лида, Сморгонь и в Пречистенском кафедральном соборе Вильны.
После вступления в брак, 27 апреля 1928 года архиепископом Виленским Феодосием (Феодосиевым) рукоположён во диакона, 29 апреля — во иерея ко Пречистенскому кафедральному собору в Вильнюсе. В 1931 году окончил богословский факультет Варшавского университета.
В 1940—1945 годах служил в церкви во имя мученицы Параскевы Пятницы в Вильнюсе, в селе Олекшицы Гродненской области, в городе Гродно, затем являлся настоятелем Покровской церкви в селе Олекшицы. В 1946—1953 годах служил в Покровском кафедральном соборе в Гродно.
В 1953 годы назначен в клир Всехсвятского кафедрального собора Тулы. В 1955—1960 годах служил в Алексине Тульской области.
В 1960—1966 годы служил в Преображенском кафедральном соборе в Иванове.
В 1962 году окончил экстерном Московскую духовную академию со степенью кандидата богословия за сочинение «Раскрытие догмата о Святой Троице в творениях свтт. Василия Великого и Григория Богослова».
С 1966 года вновь служил в Туле: был ключарём, настоятелем кафедрального собора в честь Всех святых, благочинным, секретарём правящего архиерея, членом Епархиального Совета, заведующим пенсионными делами. С 3 февраля 1970 года — благочинный храмов Первого округа Тульской епархии.
31 мая 1973 года, по пострижении в монашество, определён быть епископом Пермским и Соликамским. 1 июня 1973 года пострижен в монашество с именем Викторин и возведён в сан архимандрита.
3 июня 1973 года в Богоявленском патриаршем соборе в Москве хиротонисан во епископа Пермского и Соликамского. Хиротонию совершали патриарх Московский Пимен, митрополит Ленинградский и Новгородский Никодим (Ротов), митрополит Киевский и Галицкий Филарет (Денисенко), митрополит Крутицкий и Коломенский Серафим (Никитин), митрополит Тульский и Белёвский Ювеналий (Поярков), митрополит Херсонский и Одесский Сергий (Петров), митрополит Львовский и Тернопольский Николай (Юрик), архиепископ Харьковский и Богодуховский Никодим (Руснак), архиепископ Симферопольский и Крымский Леонтий (Гудимов), архиепископ Волоколамский Питирим (Нечаев), епископ Пензенский и Саранский Мелхиседек (Лебедев), епископ Дмитровский Владимир (Сабодан), епископ Калининский и Кашинский Гермоген (Орехов), епископ Воронежский и Липецкий Платон (Лобанков), епископ Подольский Серапион (Фадеев), епископ Зарайский Хризостом (Мартишкин).
3 сентября 1974 года назначен епископом Венским и Австрийским. Вскоре назначение было отменено, официально по состоянию здоровья.
13 марта 1975 года назначен епископом Алексинским, викарием Тульской епархии.
В октябре 1976 года с паломнической группой Тульской епархии посетил Италию.
11 июня 1977 года назначен епископом Тульским и Белёвским.

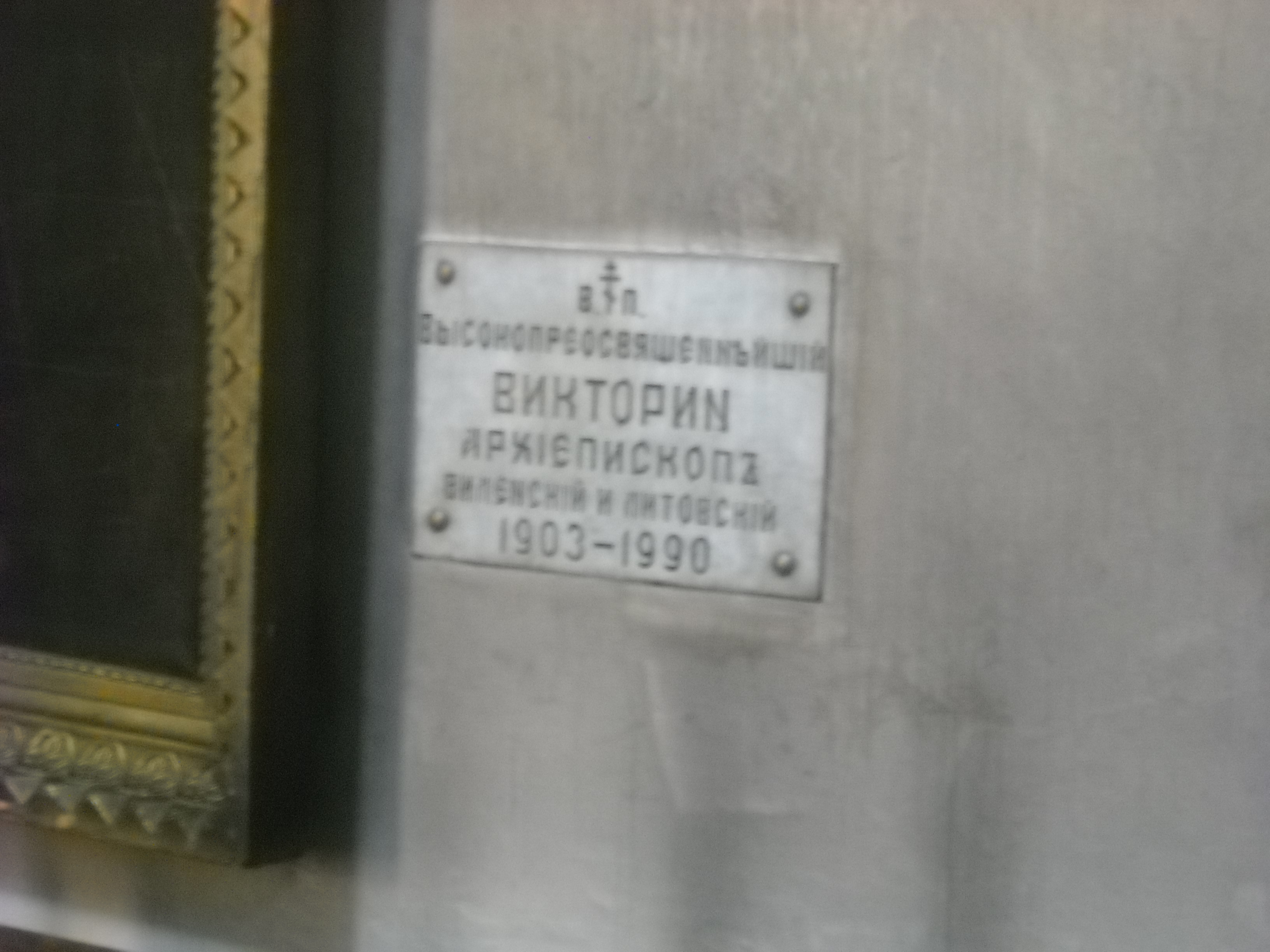

19 апреля 1978 года назначен епископом Виленским и Литовским.
В сентябре 1980 года от Русской православной церкви участвовал в Конференции лютеранских церквей Европы, проходившей в Таллине.
9 сентября 1982 года возведён в сан архиепископа.
10 апреля 1989 года определением Священного синода почислен на покой по состоянию здоровья. Жил в Виленском Свято-Духовом мужском монастыре. Скончался 16 марта 1990 года. Погребён в склепе под Духовским собором монастыря.

## Награды
- орден преподобного Сергия Радонежского 2-й степени (в связи с 80-летием со дня рождения 4 июня 1983)
- орден святого равноапостольного великого князя Владимира 1-й степени (в связи с 85-летием со дня рождения 4 июня 1988)

## Сочинения
- «Раскрытие догмата о Святой Троице в творениях святителей Василия Великого и Григория Богослова» (Кандидатское сочинение).
- Речь при наречении во епископа Пермского и Соликамского. // ЖМП. 1973, № 7, с. 11-13.